# Chaenactideae
Chaenactideae es una tribu de plantas con flores perteneciente a la subfamilia Asteroideae dentro de la familia Asteraceae. Tiene los siguientes géneros.
La tribu Chaenactideae se creó cuando se subdividió la antigua tribu Heliantheae, Cass., 1819, como consecuencia de estudios moleculares. Las nuevas tribus recibieron los nombres de Bahieae, Chaenactideae, Coreopsideae, Helenieae y, finalmente, Heliantheae (sensu stricto).

## Géneros
- Chaenactis - Dimeresia  - Orochaenactis